# 卡罗伊哈佐
卡罗伊哈佐，是匈牙利杰尔-莫雄-肖普朗州所辖的一个村。总面积11.25平方公里，总人口679，人口密度60.4人/平方公里（2011年1月1日）。